# Seminario de Cultura Mexicana
Das am 28. Februar 1942 gegründete Seminario de Cultura Mexicana (deutsch Seminar für mexikanische Kultur) in Mexiko-Stadt ist eine Institution zur wissenschaftlichen, philosophischen und künstlerischen Produktion und Verbreitung der Kultur. Zudem dient es der nationalen Zusammenarbeit der mexikanischen Bundesstaaten und Regionen auf den Gebieten von Kunst und Kultur.
Erste Sekretärin der Institution war die mexikanische Malerin Frida Kahlo.
Das Seminario de Cultura Mexicana verfügt landesweit mittlerweile über 64 Korrespondenzstellen.